# Helge Norén
Helge Leopold Norén, född 4 november 1875 i Ljusne, Söderala församling, Gävleborgs län, död den 26 mars 1942 i Stockholm, var en svensk företagsledare. 
Norén avlade studentexamen i Gävle 1894 och examen vid Göteborgs handelsinstitut 1895. Han var anställd och studerade i La Rochelle och London 1895–1897, anställdes vid Åsbacka Trävaru AB 1897, blev disponent och verkställande direktör där 1904, för Söderhamns Trävaru AB 1906 och för Källskärs AB 1919.
Helge Norén var son till grosshandlare Leopold Norén och Helga Iggbom. Han var bror till Karl och Wilhelm Norén samt till  Erik Björkmans och Emil Fevrells hustrur.